# Genghis Blues
Pour plus de détails, voir Fiche technique et Distribution.
Genghis Blues est un film américain réalisé par Roko Belic, sorti en 1999.

## Synopsis
Le film suit le chanteur aveugle Paul Pena dans son voyage dans la République de Touva à la découverte du chant guttural local.

## Fiche technique
- Titre : Genghis Blues
- Réalisation : Roko Belic
- Scénario : Roko Belic
- Musique : Kongar-ool Ondar et Paul Pena
- Photographie : Roko Belic
- Montage : Roko Belic
- Production : Adrian Belic
- Société de production :
- Pays :  États-Unis
- Genre : Documentaire
- Durée : 88 minutes
- Dates de sortie : 
  - États-Unis : 9 juillet 1999

## Distinctions
Le film a été nommé à l'Oscar du meilleur film documentaire.